# История Кая и Герды
Исто́рия Ка́я и Ге́рды — опера в двух действиях с прологом, написанная композитором Сергеем Баневичем на либретто по мотивам сказки Ганса-Христиана Андерсена «Снежная королева» Татьяны Калининой в 1980 году.

## Краткое содержание
Либретто было написано по мотивам сказки Ганса-Христиана Андерсена «Снежная королева».
Пролог. Злые и коварные тролли создают Зеркало Зла. В нём всё красивое и хорошее становится уродливым и безобразным. Зеркало падает и разбивается. Его осколки разлетаются по миру: они попадают в сердца людей и сердце превращается в лёд.
«Ну и что ж, ну и что ж,
Родился зеркальный дождь!
Дождик в сердце попадёт:
Было сердце, станет лёд!»
«История Кая и Герды», пролог.
Тем временем в городе Оденсе Фонарщик начинает рассказывать историю Кая и Герды. Он говорит, что когда-то бездомный мальчик по имени Кай бродил по улице и его приютили Бабушка и Герда.
Действие I. На главной площади Оденсе горожане радуются, что «нынче весна прогонит вьюгу и зимний холод». Бабушка зовёт Кая и Герду домой, предупреждая о том, что нельзя шутить с метелью и морозом. Однако Кай и Герда возражают: «Всё равно, всё равно, скоро будет апрель!»
На площади появляются тролли. Они хотят поссорить Кая и Герду. Они запоминают дом, в котором живут Кай и Герда.
В доме Кай мечтает о «далёких морях». Вместе с Гердой он поёт о том, что «не может быть таких дорог, где ты забудешь обо мне». Дети затевают игру. В окно заглядывают два тролля, они кидают осколок Зеркала Зла Каю прямо в сердце. Он начитает грубить Герде и Бабушке, говорит что «цветок, который вы зовёте розой противно пахнет, его давно пора убрать отсюда». Он видит на окне слова: это послание Снежной Королевы. Она обещает ему «вечность и сотни звёзд». Бабушка знает: «голос Снежной Королевы слышит только тот, у кого ледяное сердце».
На площади в Оденсе выступают бродячие артисты. Внезапно поднимается метель и на площадь врывается Снежная Королева, которая «седлает белого коня». Она зовёт Кая и говорит ему что все о нём забудут. Кай идёт за ней.
Метель заканчивается, и Фонарщик успокаивает горожан: «посреди любых метелей ждите, у зимы короткий век.»
Действие II. Герда, которая отправилась искать Кая, попадает в лагерь разбойников. Дочь Атаманши — Маленькая Разбойница — хочет взять Герду себе в подруги. Однако, когда Герда рассказывает ей свою историю, она отпускает её, дав ей в проводники Северного Оленя, который знает что Королева живёт на острове Шпицберген, ведь «он там родился».
Фонарщик думает о том, что «убивает нас нелюбовь».
В замке Снежной Королевы время застыло и царит вечная мерзлота. Королева дала Каю задание сложить из льдинок слово «вечность». Она пообещала Каю «весь мир за это, и новые коньки в придачу». Однако Герда напоминает Каю что в Оденсе скоро придёт весна и «аисты вернутся». Сердце Кая оттаивает. Но появляется Снежная Королева. Она хочет убить детей. Кай складывает из льдинок: «я люблю» и вместе с Гердой покидает замок.
В Оденсе наступил март.

## Действующие лица
Фонарщик (баритон)
Герда (сопрано)
Кай (тенор)
Бабушка (меццо-сопрано)
Снежная Королева (меццо-сопрано)
Атаманша (бас)
Маленькая Разбойница (меццо-сопрано)
Северный Олень (бас)